# Millennium & Copthorne Hotels
Millennium & Copthorne Hotels plc, opérateur des chaînes d'hôtels Millennium, Copthorne et Kingsgate, est un groupe hôtelier et immobilier international basé à Londres.

## Histoire
En décembre 2017, City Developments Limited augmente son offre d'acquisition sur Millennium & Copthorne Hotels à 2 milliards de livres, après avoir lancé une précédente offre.

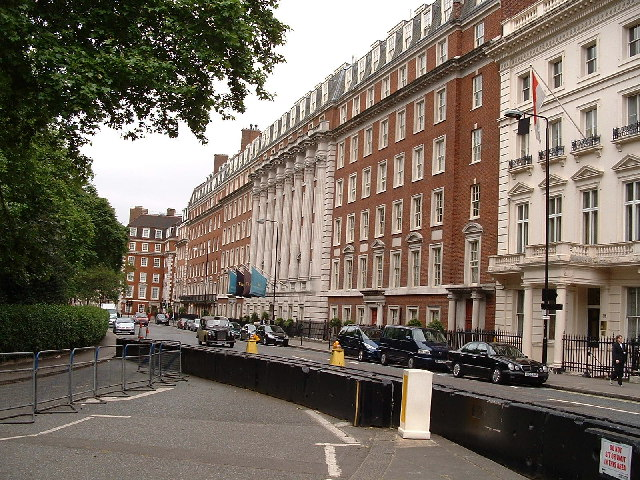
Le Biltmore Mayfair, à Londres, hôtel appartenant à Millennium & Copthorne Hotels.